# Scutigerellidae
Scutigerellidae es una familia de miriápodos de la clase Symphyla. Scutigerellidae aloja tres géneros y por lo menos 30 especies descriptas.

## Ciclo biológico
Las hembras usan el aparato bucal para recoger los espermatóforos pedunculados depositados por los machos en el suelo, preservando los espermatozoides en bolsas bucales especiales. Las hembras también usan el aparato bucal para extraer los huevos de la abertura genital, rociarlos con líquido seminal y pegarlos a una planta o colocarlos en una grieta en el suelo. Pueden poner un grupo de unos 30 huevos a la vez.
Cuando nacen, los recién nacidos tienen seis pares de patas. Los segmentos del cuerpo y los pares de patas aumentan con cada muda. Algunas especies de scutigerellidos pueden vivir tres o cuatro años.

## Géneros
- Hanseniella
- Scolopendrelloides
- Scutigerella